# おはようパーソナリティ古川昌希です
『おはようパーソナリティ古川昌希です』（おはようパーソナリティふるかわまさきです）は朝日放送ラジオ（ABCラジオ）で2022年（令和4年）4月1日から毎週金曜日 6:30 - 9:00（JST）に放送中の生ワイド番組。『おはようパーソナリティ』シリーズの第3代に当たる番組の一つ（『おはようパーソナリティ道上洋三です』金曜分の後継番組）で、古川昌希（朝日放送テレビアナウンサー）の冠番組である。

## 概要
朝日放送ラジオは朝日放送（ラジオ・テレビ兼営局としての旧法人）時代の1971年4月1日（月曜日）から1977年3月25日（金曜日）まで、『おはようパーソナリティ中村鋭一です』を平日の早朝に生放送。1977年3月28日（月曜日）からは、『おはようパーソナリティ道上洋三です』のタイトルで、道上洋三（朝日放送 → 朝日放送テレビアナウンサー）が先輩の中村鋭一からパーソナリティを引き継いだ。
しかし、道上は2021年9月11日（土曜日）に自宅で脳梗塞を発症。翌週（13日）以降の『おはようパーソナリティ道上洋三です』では、道上が復帰するまでの暫定措置として、朝日放送テレビの後輩アナウンサー（古川や小縣裕介など）がパーソナリティを代行していた（当該項に詳述）。もっとも、道上が高齢（発症の時点では78歳）で入院加療を経てリハビリに専念していることから、朝日放送ラジオでは家族や関係者と協議したうえで『おはようパーソナリティ道上洋三です』を終了させることを決定。小縣がパーソナリティ代理を務めた2022年3月25日（金曜日）放送分で、45年にわたる歴史に幕を下ろした。
その一方で、朝日放送ラジオでは『おはようパーソナリティ』シリーズを継続したうえで、道上以外のアナウンサーをパーソナリティに立てることを検討。現役のスポーツアナウンサーでもある小縣に対して、（テレビを含めた）プロ野球・高校野球（全国高等学校野球選手権大会）中継への出演と並行しながら『おはようパーソナリティ』を任せることを打診した。小縣もこの打診を快諾したため、『 - 道上洋三です』の月 - 木曜分を『おはようパーソナリティ小縣裕介です』として継承。週5日の勤務を基調に朝日放送テレビが設けている社内規定を踏まえて、スポーツアナウンサーとしての小縣の活動を金 - 日曜日や祝日に集中させることなどを条件に、金曜分を古川の冠番組（『おはようパーソナリティ古川昌希です』）として編成することも決まった。その結果、朝日放送ラジオが平日の午前中（5 - 12時台）と夕方帯（15 - 17時台）に自社制作で放送している生ワイド番組はすべて、2022年4月改編から月 - 木曜日と金曜日で別々に編成されるようになった。
古川・小縣とも第3代の「おはようパーソナリティ」に当たるが、シリーズ史上初めて月 - 木曜日と金曜日でパーソナリティを分担。小縣が50歳で担当を始めるのに対して、古川は道上と同じく、34歳で「おはようパーソナリティ」の座を継承している。さらに、『 - 道上洋三です』の最終アシスタントだったいがらしあみ（オフィスキイワード所属のフリーアナウンサー）は、『 - 小縣裕介です』の初代アシスタントとして週4日基調の出演に移行。当番組のアシスタントに去来川奈央（松竹芸能所属のフリーアナウンサー）を迎えたため、アシスタントも「おはようパーソナリティ」シリーズ史上初めて月 - 木曜日と金曜日で別々の人物が担当している。放送上は大半のコーナーやスポンサーを『 - 道上洋三です』から引き継いでいるものの、過去のシリーズ番組から一転して、「リスナーから寄せられた疑問を放送中に解決する『問題解決型ラジオ』」というコンセプトを『 - 小縣裕介です』と共に打ち出している。
もっとも、『おはようパーソナリティ古川昌希です』という番組タイトルは、小縣が『おはようパーソナリティ小縣裕介です』を休演する日のパーソナリティ代理を古川が務める場合にも使用する。そのため、古川が平日に（本来担当する金曜日を含めた）5日間とも『おはようパーソナリティ』シリーズへ出演する週には、『 - 中村鋭一です』『 - 道上洋三です』に続いて、当該週の番組タイトルを『おはようパーソナリティ古川昌希です』に統一することで対応している。「『おはようパーソナリティ○○です』という番組タイトルの『○○』にパーソナリティ代理者の氏名を入れて放送する」という措置は、2022年8月第2週までのシリーズ番組で一切為されていなかったが、同月15日（月曜日）から古川が『おはようパーソナリティ小縣裕介です』のパーソナリティ代理を担当する日に限って適用される。　逆に、小縣が当番組のパーソナリティを代行する場合には、『おはようパーソナリティ小縣裕介です』というタイトルを用いている。

## 現在（2024年10月以降）の出演者

### パーソナリティ
- 古川昌希（パーソナリティ、朝日放送テレビアナウンサー）[1]
  - 「おはようパーソナリティ」には、前任者の道上と同じく34歳で就任。『おはパソ』歴任者である中村・道上には就任前スポーツアナウンサーとして活動した時期があり、小縣はスポーツ中継への出演を続けながらレギュラーでパーソナリティを務めるが、古川は、スポーツアナウンサーとして活動した実績のないアナウンサーから初めて「おはようパーソナリティ」にレギュラーで起用されたパターンである。2019年には、朝日放送テレビを含むANN加盟局の優秀なアナウンサーを表彰するANNアナウンサー賞で、第18回の大賞を受賞している。愛称は（苗字の古川にちなんで）「ふるぽん」。また、『 - 小縣裕介です』との共同企画では（小縣の愛称である「ガッチ」と合わせて）「ガッチポン」という名義を使用することもある。
    - 朝日放送テレビでは、『キャスト』（平日夕方の関西ローカル向け報道・情報番組）で2013年10月28日（月曜日）からサブキャスター（2018年1月から3ヶ月間のみメインキャスター）を最終回（当番組開始2日前の2022年3月30日）まで担当。後継番組の『news おかえり』でも、当番組への出演と並行しながら、初回（4月4日）から平日の全曜日（金曜日は当番組の本番後）にサブキャスター（スタジオ進行）やフィールドキャスターを務める。
    - 朝日放送ラジオの生放送番組でも、当番組の放送開始前週（2022年3月26日）まで半年間にわたって『古川音座衛門』（土曜日17時台の音楽番組）のパーソナリティを担当。『おはようパーソナリティ道上洋三です』では、2016年・2017年（いずれも道上の夏季休暇中）と2022年3月1日（火曜日）放送分でパーソナリティ代理を経験していた。

#### パーソナリティ代理
◎：担当の時点で朝日放送テレビのアナウンサー（☆の人物は小縣の同僚に当たるスポーツアナウンサー）

○：『おはようパーソナリティ道上洋三です』時代にもパーソナリティ代理を経験

放送上は『 - 道上洋三です』に続いて、「『おはようパーソナリティ古川昌希です』、ピンチヒッターの○○です」（○○は氏名）と名乗っている。小縣が代演する場合には、本来出演している月 - 木曜日と同じく『おはようパーソナリティ小縣裕介です』というタイトルで放送するため、このような措置を講じない。

##### 2022年
- 8月11日：上田剛彦◎○（9日・10日の『 - 小縣裕介です』でも小縣に代わって担当）
  - 古川は、15日（月曜日） - 18日（木曜日）の『 - 小縣裕介です』でパーソナリティ代理を初めて担当（担当期間中の番組タイトルは『おはようパーソナリティ古川昌希です』）。

##### 2023年
- 8月11日（山の日）：柴田博◎○（7日 - 10日の『 - 小縣裕介です』でも小縣に代わって担当）
  - 古川は、翌週（14日 - 17日）の『 - 小縣裕介です』でパーソナリティ代理を担当。
- 11月17日：上田剛彦
  - 古川が体調不良で出演を見合わせたことを受けて、パーソナリティを急遽代行。2024年5月31日付で朝日放送テレビの人事異動でアナウンス職を離れたため、結果としてこの日の代演が最後の出演になった。

##### 2024年
- 1月5日・12月20日：小縣裕介◎○
  - 1月5日の場合は、1月1日に令和6年能登半島地震が発生したことを受けて、古川が「（朝日放送テレビが加盟する）ANN取材団」の一員として、震源に近い石川県内を同日の夜から取材していたことに伴う措置。古川は朝日放送ラジオのスタジオで2024年最初の生放送へ臨むことを予定していたが、放送の前日（1月4日）までに帰阪の目途が立たなかったため、小縣がパーソナリティを急遽代行した。『おはパソ』シリーズの金曜分が『おはようパーソナリティ小縣裕介です』というタイトルで放送されることは初めてだったが、古川もオープニングパートの直後（6時台の後半）に輪島市からの電話リポートで出演している。
  - 12月20日の場合は、古川が「遅い夏休み（休暇）」を取得したため、小縣が代行した。

##### 2025年
- 8月8日：横山太一◎○
  - 朝日放送テレビで平日夕方に放送されている関西地区向けのニュース情報番組『newsおかえり』のメインキャスターを務めているが、8月5日から8日までは高校野球中継のため番組が休止となるため、夏休み（休暇）を取っている古川の代役として起用。なお、アシスタントの去来川とはかつて放送されていた朝日放送テレビの平日早朝のニュース情報番組『おはようコールABC』で共演したことがある。

### その他の出演者
- 去来川奈央（アシスタント、松竹芸能に所属するフリーアナウンサー）[1]
  - 同志社大学からの卒業後に、サンテレビジョンの社員（営業部員）やNHK岐阜放送局・NHK京都放送局の契約キャスターを経てフリーアナウンサーへ転身。氏名を「いさがわ　なお」と読ませることから、当番組や『 - 小縣裕介です』では「いさっち」や「いさちゃん」と呼ばれている。
  - 朝日放送テレビでは2017年4月6日（木曜日）から、『おはようコールABC』（生放送による平日早朝の関西ローカル向け情報番組）のニュースキャスターを（産前産後休暇をはさんで）2020年10月2日（金曜日）の最終回まで週に2日（休暇からの復帰後は1日）担当。朝日放送テレビ総務局員（元・アナウンサー）の八塚彩美は、同志社大学および、学内の放送局（同志社学生放送局）での同期生に当たる。
  - 『 - 小縣裕介です』のアシスタントが夏季休暇へ入る週には、当番組と合わせて『 - 小縣裕介です』のアシスタントを担当。逆に、自身が休演する日には、『 - 小縣裕介です』のアシスタントが同じパターンで代演している。ただし、『おはパソ』シリーズで小縣と初めて共演したのは、2024年1月5日放送分の当番組が初めてである（詳細前述）。
- 柴田博（ニュースキャスター、2024年10月4日 - ）
  - 2024年の10月改編で『朝も早よから』（朝日放送ラジオの自社制作で平日の早朝に当番組と『 - 小縣裕介です』の本番直前まで放送している生ワイド番組）シリーズで木・金曜分（放送上のタイトルは『朝も早よから　柴田博です』）のパーソナリティを任されたことに伴う起用で、『朝も早よから』の本番後に当番組内の定時ニュース（7時台・8時台の「ABCニュース」）を担当。木曜日にも、このパターンで同年10月3日から『 - 小縣裕介です』のニュースキャスターを兼務する。
- 清水とおる（7時台後半の「ABC天気予報」にのみ出演）
  - 朝日放送グループと契約している気象予報士で、『おはようパーソナリティ道上洋三です』時代の2006年から出演しているほか、『おはようパーソナリティ小縣裕介です』でも7時台後半の「ABC天気予報」を担当。俳句や歳時記の鑑賞が趣味で、『キャスト』では（古川のキャスター就任前から）一貫して気象キャスターを務めていた。後継番組の『news おかえり』にも、2024年3月29日（金曜日の当番組本番後）までレギュラーで出演。

## 過去の出演者
- 桂紗綾（ニュースキャスター、朝日放送テレビアナウンサー、2022年4月1日 - 2024年9月27日）
  - 『おはようパーソナリティ道上洋三です』が放送されていた2019年1月から、金曜日の前枠で『朝も早よから 桂紗綾です』（『朝も早よから』金曜分）のパーソナリティを務めながら、同番組の本番後に担当。
  - 『朝も早よから』金曜分のパーソナリティを2024年9月27日をもって卒業したため、当番組内のニュースについても、同日の放送分で担当を終えた。当日は令和6年 秋の全国交通安全運動週間（9月21日 - 30日）の最中であったことから、最後の担当後（午後）には大阪府警察の高槻警察署から「一日署長」を委嘱されている。

## 放送時間
- 2022年4月1日  -  　金曜日6:30 - 9:30（月 - 木曜日には『おはようパーソナリティ小縣裕介です』を編成）
  - 毎年8月に開催される全国高等学校野球選手権大会では、準々決勝までの期間で第1試合の開始を8:00（または8:30）に予定している日に、当番組の放送終了時間を繰り上げる。ラジオでの実況中継を優先するための措置だが、この場合にも、「こどもの詩」までのレギュラーコーナー（後述）を通常どおり放送。予定されていた全ての試合の中止が放送中までに決まった場合や、第1試合の開始を9:00以降にまで遅らせる場合や、大会の休養日と重なる場合には通常の全編生放送へ切り替える。

## 「radiko」への対応
当番組と『 - 小縣裕介です』は、朝日放送（ラジオ）の放送対象地域（近畿広域圏）以外のエリアからも「radiko.jpプレミアム」（有料・登録制）のエリアフリー聴取サービスを通じて中継の音声を聴取できるようになっている。また、生放送の同録音源を、本放送日から1週間後の午前5:00まで「radiko.jpプレミアム」のタイムフリー聴取サービスで再生できる。
もっとも、ラジオで放送中の音源をradikoで配信する場合（サイマル配信）には、インターネットの通信環境や通信量（トラフィック）などによって放送から30秒前後の遅延が生じる。また、「radiko.jpプレミアム」のタイムフリー聴取サービスで配信される音源については、近畿広域圏以外のエリアからも再生できる一方で、1つの音源を再生できる時間を制限。最初に再生を始めてから一定の時間（連続再生の場合には3時間・分割再生の場合には24時間）を経過した時点で、自動的に「再生終了」とみなされる。
これに対して、朝日放送ラジオでは2023年5月8日（月曜日）から、「2時間以上にわたって放送した番組の同録音源を、基本として1時間ごとに分割したうえで個別に配信する」という措置を全番組に適用。当番組でも、同録音源を「6:30 - 7:00」「7:00 - 8:00」「8:00 - 9:00」に分割したうえで、5月12日放送分のタイムフリー向け配信から実施している。さらに、9月25日（月曜日）の『 - 小縣裕介です』から同月29日（金曜日）の当番組までの5日間は、「『リアルタイムに近い』（放送から配信までの遅延時間を5秒前後にまで抑えた）サイマル配信」（配信音声に関するウェブアンケートと連動した配信テスト）を近畿広域圏向けに実施。この期間中には、テスト用の再生プレイヤーを『おはパソ』シリーズの公式サイトへ組み込む一方で、近畿広域圏以外のエリアには従来と同じ音質・遅延時間の音声を「radiko.jpプレミアム」のエリアフリー聴取サービス経由で配信していた。

## タイムテーブル
コーナーについては、特記しない限り、『おはようパーソナリティ道上洋三です』（『 - 道上洋三です』）の金曜分からスポンサーごと継承。生放送番組のため、コーナーの放送時間を変更したり、コーナーを休止したりすることがある。また、古川／去来川が休演する日の放送では、以下に記す「古川」「去来川」の役割をパーソナリティ／アシスタントの代理者が担当。

### 6時台
- 6:30　オープニング

『おはようパーソナリティ中村鋭一です』（『 - 中村鋭一です』）の時代から、パーソナリティ（○○）による「おはようパーソナリティ、○○です」という番組タイトルの読み上げが挨拶を兼ねている。ちなみに、古川が『 - 道上洋三です』で道上の代役を務めた期間中は、「『おはようパーソナリティ、道上洋三です』。ピンチヒッターの古川昌希です」と名乗っていた。
古川は『 - 道上洋三です』のパーソナリティ代理時代から、アシスタントとの間でトークをひとしきり展開した後に、リスナーから募集するメッセージのテーマを決めている。メッセージはFAXでも受け付けているが、放送上は道上と同じく、FAXを「ファクシミリ」と表現。
- 6:45　「ABC天気予報」

去来川が関西地方の気象概況を伝える。2022年10月28日までは『 - 道上洋三です』時代と同じく6:50頃に放送していたが（「今日の朝刊」前に短信の天気予報が紹介されていた）、後述する「今日の朝刊」と順番を入れ替える格好で、翌週（11月4日）から放送時間を繰り上げた。
繰り上げ当初の一時期のみ、コーナースポンサーが付いていた。
- 6:49　今日の朝刊

放送日に大阪で発行された一般紙朝刊（最終版）の1面（新聞休刊日にはスポーツ紙の即売版と共同通信社の配信記事）から、古川が私見を交えながら注目の記事を取り上げる。当コーナーで伝え切れなかった場合には、7時台のフリーゾーンにまで持ち越す。
『 - 道上洋三です』時代とは異なり、特に1面のトップ記事が新聞社毎に割れている場合は、必ずしも1面記事や最重要記事から紹介するとは限らず、社会面から紹介するケースも多くなっている。
- 6:53　「おでかけインフォメーション」

交通情報全般を扱うコーナー。最初に、朝日放送ラジオの平日生ワイド番組で最も早く、日本道路交通情報センターから担当者が最新の道路情報を伝える。その後で、去来川が当番組のスタジオから関西圏の航空便・鉄道の発着情報を入れる。
- 6:55　「おはよう朝一番」

放送開始までにハガキ・電子メール・FAXで届いたリスナーからのメッセージを紹介。

### 7時台
- 7:00　「おはようメッセージ」

時報明けに古川と去来川がリスナーに向けて挨拶してから、「おはよう朝一番」に続いて、リスナーから寄せられたメッセージから一部を紹介。前述した事情でリハビリに専念している道上の近況も、古川を通じて随時報告している。
- 7:05　「ABCニュース」

2019年1月以降の『 - 道上洋三です』に続いて、『朝も早よから　桂紗綾です』パーソナリティの桂が8時台を含めて担当。2024年3月29日まではスポンサーが付いていなかったため、非常時や異常気象の発生時を除いて、ニュースを読む前に挨拶を兼ねて古川・去来川とのクロストークへ臨んでいた。
- 7:10　「ABC天気予報」

6時台と同様に、去来川が天気予報の原稿を読む。
2023年2月24日（金曜日）放送分までは、この時間の天気予報のみ、「今週のお天気ミュージック」として、ヒット曲などのインストゥルメンタル1曲を1週間（『 - 小縣裕介です』と）共通のBGMとして放送。そのため、去来川は天気予報を伝えた後に、BGMの曲名・アーティスト名を紹介していた。『 - 道上洋三です』時代の2021年4月1日から8時台の天気予報を単独で提供してきた牛乳石鹸共進社が、2023年3月1日（火曜日）の『 - 小縣裕介です』から（当番組を含めた）提供枠をこの時間帯へ移したことに伴って、当番組でも同月3日放送分から沼光絵理佳（ピアニスト）のアレンジ・ピアノ演奏による「牛乳石鹸のうた」を「お天気ミュージック」に使用。
- 7:13　「ABC交通情報」
- 7:15　フリーゾーン

放送日に発行された一般紙朝刊の記事（新聞休刊日にはスポーツ紙の即売版と共同通信社の配信記事）から、気になる話題を1つ取り上げる。
『 - 道上洋三です』に続いて、毎月最初の放送日には、「～月の暦」を必ず放送。季節に応じた複数のBGMを流しながら、向こう1ヶ月間の暦や主な行事・イベントの予定や、当該月にちなんだ俳句を古川が紹介している。
- 7:25　「スポーツの話題」

『 - 中村鋭一です』の時代から、日本プロ野球（NPB）のシーズン中で阪神タイガースが前日に組まれていた試合に勝利した場合に、パーソナリティとアシスタントが（代演者を含めて）球団歌の『六甲おろし』を熱唱することで知られるコーナー。「阪神ファン見習い」を自称している古川もこの伝統を引き継いでいる。もっとも、当番組で披露される「六甲おろし」のサビでは、『道上洋三です - 』『小縣裕介です - 』と違って、去来川が高音部・古川が低音部を歌っている。なお、10-FEETの書き下ろしによる『gg燦然』（ジージーさんぜん）を（『フレッシュアップベースボール』を含む）朝日放送グループの阪神戦中継・関連番組の共通テーマソングに使用している2024年シーズンからは、直近の阪神の戦い振りを当コーナーで回顧する場合に『gg燦然』を冒頭で流している。
『 - 道上洋三です』時代に続いて、淀川製鋼所がこのコーナーを2023年9月29日放送分まで提供。翌週（10月5日放送分）から半年間はスポンサーを付けずに放送していたが、2024年のNPBレギュラーシーズン開幕翌週（4月5日放送分）からは、井上定（いのうえ　さだ：東大阪市に本社を置く内・外装製品の専門商社）をスポンサーに迎えている。
2022年以降のNPBオフシーズンには、日刊スポーツ西日本大阪本社編集委員の寺尾博和（『 - 小縣裕介です』内の「スポーツの話題」にもNPBシーズン中の火曜日に出演）があらかじめ提示した「課題」（スポーツ関連のクイズ）に古川が取り組んでいるほか、寺尾をスタジオに随時迎えている。2023年度以降は、シーズン中の木曜日に阪神戦が実施されていなかった場合を含めて、「古川・寺尾のピリつく!金曜日」というタイトルで放送。
- 7:40　「ABC交通情報」（番組開始から3ヶ月間は7:45頃に放送）
- 7:45　「ABC天気予報」（番組開始から3ヶ月間は7:53頃に放送）

『 - 道上洋三です』時代の2009年10月4日（月曜日）放送分から、気象予報士の清水がこの時間にのみ出演。主な放送対象地域である関西地方が異常気象（台風や豪雨など）に見舞われている場合や、放送の時点で異常気象の発生が予想される場合を除いて、放送時点での季節・天気に関する俳句や歳時記の一節を織り交ぜながら当日の気象概況を伝える。
- 7:53　リスナーからのメッセージ紹介

番組開始から3ヶ月間は7:45頃に放送。放送日によっては、「スポーツの話題」の続きに充てていた。
全国高等学校野球選手権大会の期間中で、大会の第1試合の開始時間が8:00に設定されている日には、当番組の放送を7:54で切り上げている。

### 8時台
- 8:00　「話のダイジェスト」

『話題のアンテナ 日本全国8時です』（朝日放送ラジオが加盟するJRNのネットワークセールス番組）の企画ネットによる日替わりの特集コーナーで、同番組のCMのみ放送。『 - 道上洋三です』時代に続いて、ゲストを招くことが多い。
時報明けに古川と去来川がリスナーに向けて挨拶してから、本編をスタート。放送日によっては、時報前に続いてメッセージを紹介してから、スポットCMをはさんでこのコーナーを始めることがある。
- 8:25　「健康道場」

健康に関する話題や情報を取り上げるサンスター単独提供のコーナーで、『 - 道上洋三です』の時代から放送されている。
『 - 道上洋三です』時代から、本編に続いてサンスターの40秒CM（主に「健康道場」ブランド製品のPR）を放送。全国高等学校野球選手権大会中継との兼ね合いで当コーナーを放送できない場合には、2023年までこのCMを中継内のスポットCM枠に組み込んでいた。2024年の第106回大会期間中は、7:56までの短縮版を放送する日に、「健康道場」のコーナーを7時台前半のフリーゾーンに編成。
朝日放送ラジオで2014年10月から2023年4月1日まで毎週土曜日の7:00 - 7:30（『サクサク土曜日 中邨雄二です』の直前）に放送されている『道上洋三の健康道場』は、このコーナーから派生したサンスター単独提供の事前収録番組で、道上の氏名を番組のタイトルに冠したまま2022年4月から伊藤史隆（中邨と同期のスポーツアナウンサーで小縣の先輩）をメインパーソナリティ代理に迎えていた。道上に復帰の目途が立っていないことや、伊藤が2023年4月1日付から朝日放送テレビで嘱託扱いの「シニアアナウンサー」へ移行することを踏まえて、翌週（4月8日）からは『Sunstar presents 浦川泰幸の健康道場プラス』（道上と伊藤の後輩・古川の先輩アナウンサーである浦川泰幸の冠番組）へリニューアル。
- 8:25　「おはパソ ラジオショッピング」

『 - 道上洋三です』時代の2011年4月に、「ジャパネットたかたのラジオショッピングコーナー」として放送を開始。「おはパソ」シリーズが当番組と『 - 古川昌希です』へ移行した後は、2023年6月29日（木曜日）まで8:50頃、同年7月2日（月曜日）から2024年3月28日（いずれも木曜日）まで8:30頃に放送されていた。
2024年の4月改編から、「ジャパネットたかたラジオショッピング」の放送日を週の前半（月・火曜日の『 - 小縣裕介です』内）に限定。当番組および、水・木曜日の『 - 小縣裕介です』では、「快適生活ラジオショッピング」をこの時間帯で放送するようになった。
- 8:30　「ABCニュース」（2024年3月29日までは8:37頃に放送）
- 8:35　「ABC天気予報」（2024年3月29日までは8:40頃に放送）

『 - 道上洋三です』時代の2021年4月1日から牛乳石鹸共進社が単独で提供してきたが、同社の提供枠が7時台前半の天気予報へ移った2023年3月1日（火曜日）以降は、前述した「今週のお天気ミュージック」をこの時間帯に放送。6時台・7時台の前半に続いて、去来川が天気予報を伝える。
- 8:37 「ABC交通情報」

6時台の「おでかけインフォメーション」と同じ構成で、2024年3月29日までは8:40頃に放送。
- 8:40　「こどもの詩（うた）」

『 - 道上洋三です』時代の1982年から放送されているコーナーで、小学生から寄せられた手書きの作文から、毎日1編をアシスタントが代読。作文を読まれた小学生には、5,000円分の図書カードと、代読の模様を録音したCDを進呈している。『 - 道上洋三です』時代から長らく7時台の終盤に編成されていたが、2024年4月1日（月曜日）の『 - 小縣裕介です』から、当番組を含めてこの時間帯で放送。
2024年の9月第4週には、23日 - 26日の『-  小縣裕介です』と27日の当番組で、「こどもの詩スペシャル」を7時台のフリーゾーン（前述）で生放送。自分で書いた作文をスタジオで朗読したい小学生をハガキとメールで募集したうえで、抽選で毎日1名をスタジオに招くことを予定している。
- 8:45　「話のマーケット」

『 - 道上洋三です』で長らく放送されていたものの、最終盤（2021年頃）に休止していたコーナーを復活。実際には、リスナーからのメッセージ紹介やインフォマーシャルに充てられている。2023年6月30日までは、8:30頃からこの時間帯まで、インフォマーシャル→「ABCニュース」→「ABC天気予報」→「ABC交通情報」→当コーナー→「ジャパネットたかたラジオショッピング」の順に放送。
当コーナーの最後には、放送週の『 - 小縣裕介です』と当番組における「話のダイジェスト」から、同録音源の一部を月曜日から順に放送。このような音源を「ABCラジオポッドキャスト」で配信していることを、事前収録による小縣のアナウンスで紹介している。
- 8:57　エンディング

翌週の月曜日に『 - 小縣裕介です』内の「話のダイジェスト」で取り上げる予定のテーマを古川が紹介したうえで、小縣（翌週月曜日の放送を休演する場合にはパーソナリティの代理者）や後続番組のパーソナリティに向けてメッセージを残す。
- 8:59　番組終了

## テーマ曲
- 「クラリネット・ポルカ」
  - 『おはようパーソナリティ中村鋭一です』の初回から、『おはようパーソナリティ』シリーズの共通テーマ曲としてオープニングとエンディングに放送。

## 時刻の告知方法
当番組を含む『おはようパーソナリティ』シリーズは平日早朝の生放送番組であるため、正時（0分）の時報とは別に、7時台に5分単位・8時台に10分単位で時刻を告知している。正時以外の時刻の告知には、効果音と合成音声を使用。時刻が7:05の場合には、効果音に続いて、合成音声で「7時、5分。」とだけ伝えている。
効果音は流す季節に応じた素材（カッコウの鳴き声や蒸気機関車の警笛音など）を用いていて、番組の進行にかかかわらず、上記の時刻に差し掛かると強制的に流れるようになっている。そのため、当該時刻でCMを放送していても、CMの音源に効果音と合成音声を重ねる格好で時刻を伝えている。
ちなみに、『 - 道上洋三です』の最終盤（少なくとも道上が脳梗塞を発症してからの放送）では、7時0分の時報にスポンサーを付けていた一方で、8時0分に時報のみ強制的に挿入していた。当番組でもこの体制を『 - 小縣裕介です』と共にスポンサーごと踏襲していたが、2022年7月4日（月曜日）放送分の『 - 小縣裕介です』から、別のスポンサーが当番組と共通で8時0分の時報に付いた。その関係で7・8時とも時報の直前にスポンサーのCM（時報CM）を入れているため、『 - 道上洋三です』時代から7:40頃に編成していたリスナーからのメッセージ紹介ゾーンを7:55頃に移動させたうえで、このゾーンの切れ目を8時の時報CMに合わせている。

## 特別番組・イベント

### 公開生放送
過去の『おはようパーソナリティ』シリーズで恒例になっていた公開生放送については、新型コロナウイルスへの感染拡大防止策を可能な限り講じたうえで、『 - 小縣裕介です』との合同企画として、2022年9月19日（月曜日・敬老の日）に神戸震災復興記念公園（みなとのもり公園）で初めて実施することを計画していた。
この計画は令和4年台風14号の接近が予想されたことを受けて直前に中止されたが、2022年11月13日（日曜日）に万博記念公園（大阪府吹田市）の一角で開かれた「ABCラジオまつり2022」では、公開生放送で予定していた企画（古川・去来川・小縣・いがらしが一堂に会してのア・カペラとボイスパーカッションによる「上を向いて歩こう」「六甲おろし」の演奏）を「おしゃべりステージ」（生放送と連動していないイベント向けに「お祭り広場」へ設けられていたステージ）で実現。さらに、「上を向いて歩こう」の収録音源を14日（月曜日）、「六甲おろし」の収録音源を15日（火曜日）の『 - 小縣裕介です』で7時台の前半に放送した。
なお、2022年12月28日（水曜日）の『 - 小縣裕介です』では、古川・去来川・小縣・いがらし・清水の参加による餅搗き大会を、「話のダイジェスト」以降の時間帯に生放送と連動させながら「堂島リバーデッキ」（当番組のスタジオがあるほたるまち内のオープンスペース）で開催。当番組と『 - 小縣裕介です』にとっては事実上初めての公開イベントで、5人が交互に搗いてから4種類の味を付けた餅は、「堂島リバーデッキ」に集まったおよそ100名の一般人（リスナー・近隣の住民・通行人など）に先着順で振る舞われた。
2023年の敬老の日（9月18日の月曜日）には、上記の事情から2022年に断念した公開生放送を、『 - 小縣裕介です』との合同企画として改めて開催。会場はみなとのもり公園で、いがらしの後任扱いで2023年4月から同番組のアシスタントを分担している板垣菜津美（月・火曜日担当）と江崎友基子（水・木曜日担当）、「スポーツの話題」へ随時出演している寺尾も参加した。
当初は気象キャスターの清水が参加することも告知されていたが、9月15日（金曜日）の当番組出演後に新型コロナウイルスへの感染が確認されたことを受けて参加を断念。本来清水が担当している7時台後半の「ABC天気予報」については、清水と共に朝日放送テレビ・ラジオの気象情報関連業務を担っている気象予報士の真治大輔が、朝日放送ラジオの本社スタジオから出演した。また、7・8時台の「ABCニュース」については、通常の『 - 小縣裕介です』と同じく芦沢が本社のスタジオから伝えている。
「スポーツの話題」では、この年の誕生日（7月26日）で90歳を迎えていた吉田義男（朝日放送テレビ野球解説者で元・阪神内野手および監督）が「スペシャルゲスト」として出演すると、小縣の勧めで『六甲おろし』の1番を熱唱。「こどもの詩」では、作文を書いた本人が会場で朗読する模様を放送した。さらに、「『おはパソ』のスタッフが小縣・古川・板垣・江崎・去来川へ個別に課していた『ミッション』を実行する」という方式で、リスナーや観覧者も参加できる複数のステージ企画を実施。本来は「話のダイジェスト」を放送している8時台の前半には、「トム・クルーズコンテスト」（小縣がトム・クルーズ主演の実写映画『トップガン マーヴェリック』に心酔していることを踏まえた「ミッション」）が、『わいわいサタデー』（芦沢が朝日放送の若手アナウンサー時代に司会を務めていたテレビの生放送番組）内の名物企画「女性なんでもコンテスト」に似た体裁で開かれていた。ちなみに、「トム・クルーズコンテスト」の司会は古川で、小縣は「ほたるまちのトム」・寺尾は「（出身地である福井県）あわらのトム」と称して男性リスナー（2名）と共にコンテストへ参加していた。

### 2023年
- 阪神タイガースが9月14日（木曜日）の対読売ジャイアンツ（巨人）戦（『ABCフレッシュアップベースボール』で関西ローカル向けの中継を実施していた阪神甲子園球場のナイトゲーム）で2005年以来18年振りのセントラル・リーグ優勝を決めたことを受けて、朝日放送ラジオでは、同日の中継終了後の22:00から翌15日（金曜日）の未明（1:30）にかけて『緊急放送! おめでとうタイガース!今夜はおはパソARE虎騒ぎ』（『おはパソ』シリーズがベースの優勝記念特別番組）の生放送に踏み切った[4]。ちなみに、番組タイトルの「ARE」（アレ）は、阪神の岡田彰布監督がリーグ優勝を「アレ」という隠語で表現してきたことに由来している。
  - 『おめでとうタイガース!』には、放送時点での『おはパソ』シリーズのレギュラー陣から古川・小縣・寺尾が全編に登場したほか、阪神や朝日放送ラジオと縁の深い「ゲスト」がスタジオや電話で出演していた。以下には、「ゲスト」の一覧を時間帯別・出演順で列記。『　』には放送時点での朝日放送ラジオにおけるレギュラー番組名を記載。●印の人物は朝日放送テレビのアナウンサー（古川・小縣の同僚）、☆印の人物は朝日放送グループの野球解説者（阪神OB）で、◎印を付けた「ゲスト」は同局のスタジオ、○印を付けた「ゲスト」は電話で出演している。
  - 9月14日の22時台
    - 武豊◎（騎手）
      - 当日は園田競馬場でのゴールデンジョッキーカップで総合優勝を果たした後に、甲子園球場で阪神対巨人戦を観戦。

    - ベリーグッドマン（メンバーのRover・MOCA・HiDEXとも◎）
      - 当日は「ベリーグッドマン結成10周年 × 阪神甲子園球場100周年記念事業 ベリーグッドマン ～甲子園 LIVE 2023～」（11月18日に甲子園球場で開催）のチケット電話予約受付と連動しながら、「ABCラジオジャック」と銘打って朝日放送ラジオの生ワイド番組（『 - 小縣裕介です』→『ドッキリ!ハッキリ!三代澤康司です』→『ますだおかだ増田のラジオハンター!』）にゲスト出演。
      - Roverは2023年9月29日まで、『ABCミュージックパラダイス』（本来は平日の22:00 - 翌1:00に生放送の音楽番組で通称『ミューパラ』）木曜日のパーソナリティを増田紗織●とのコンビで担当。ベリーグッドマンは同番組への出演をもって「ABCラジオジャック」を終えることを予定していたが、『ミューパラ』を休止したうえで『おめでとうタイガース!』を編成することが急遽決まったため、『おめでとうタイガース!』への出演に変更した。なお、『ミューパラ』以降のレギュラー番組（事前収録の『Sky presents こちらQuizKnock放送部』『ラジオペ!こちら青山オペレッタ広報部』『今村翔吾×山崎怜奈の言って聞かせて』）については、放送枠の1時間スライドで対応。

    - 田淵麻里奈◎（当日の『ABCフレッシュアップベースボール』スタジオアシスタント）
    - 増田紗織●◎（田淵と揃って出演）

  - 9月14日の23時台
    - 山下剛●◎（当日の『ABCフレッシュアップベースボール』阪神対巨人戦中継での実況後にスタジオへ直行）
    - 芦沢誠●◎（詳細前述）
    - 桑原征平○（『桑原征平粋も甘いも』『征平・吉弥の土曜も全開!!』パーソナリティ）

  - 9月15日の0時台（14日の24時台）
    - 山田雅人○（『ドッキリ!ハッキリ!三代澤康司です』火曜パートナー）
    - 桂吉弥○（15日の午前中に生放送の『きっちり!まったり!桂吉弥です』および『 - 土曜も全開!!』パーソナリティ）
    - 増田英彦◎（ますだおかだ）
      - 14日には『ラジオハンター!』の本番後に、『ABCフレッシュアップベースボール』阪神対巨人戦中継に5回裏の終了までゲスト出演。阪神の優勝決定後にもスカイA（朝日放送グループが運営するCS放送のスポーツ専門チャンネル）の阪神優勝記念特別番組（朝日放送グループ本社のスタジオから15日未明の3:00まで生放送）へ登場していたため、同番組の合間を縫う格好で『おめでとうタイガース』に5分ほど出演した。

    - 桧山進次郎☆◎（『サクサク土曜日　中邨雄二です』にもレギュラーで出演）

  - 9月15日の1時台（14日の25時台）
    - 関本賢太郎☆◎（14日の午前中に急遽決まったBS朝日向けの阪神対巨人戦中継で解説を担当）
      - エンディングパートでは、スタジオで同席していた古川・小縣・寺尾・桧山と揃って『六甲おろし』を熱唱。古川は、『おめでとうタイガース!』の本番終了5時間後（6:30）から放送された『 - 古川昌希です』にも通常どおり出演すると、オープニングパートで去来川と共に『六甲おろし』を改めて歌っている。
        - 小縣には、15日・16日の『ABCフレッシュアップベースボール』（いずれもマツダスタジアムでの広島東洋カープ対阪神戦）に出演（15日はナイトゲームでベンチリポート・16日はデーゲームで実況を担当）するシフトが14日以前に組まれていた。このため、阪神の優勝が15日か16日に決まった場合には、小縣が中国放送（朝日放送ラジオと同じくJRN/NRNのクロスネット局）本社（広島市）ラジオスタジオからの中継で出演することを予定。阪神の優勝が17日の対横浜DeNAベイスターズ戦（甲子園球場でのナイトゲーム）で決まった場合に、古川・小縣・寺尾が『おめでとうタイガース!』へ出演してから、翌朝（18日）の公開生放送へ臨むことも想定されていた。
- 阪神は広島とのクライマックスシリーズ・ファイナルステージ（全試合を甲子園球場で開催）を第1戦（10月18日）からの3連勝で突破した後に、日本シリーズでオリックス・バファローズと対戦。11月5日（日曜日）の第7戦（京セラドーム大阪で18:34に開始）で勝利したことによって、1985年以来38年振りに日本シリーズを制覇した。朝日放送ラジオでは第7戦を22:30まで中継した後に、スポンサー付き・事前収録のレギュラー番組5本（1本は文化放送制作の『アンジェリーナ1/3のA世代!ラジオ』）をはさんで、『タイガース日本一!おはパソおめでとう特番』を25:01 - 27:00（11月6日の1:01 - 3:00）に生放送。放送時点での『おはパソ』シリーズのレギュラー陣から古川・小縣・寺尾が全編に登場したほか、阪神が1985年にセ・リーグで優勝した際の「胴上げ投手」だった中西清起（朝日放送テレビの野球解説者）をゲストに迎えた。
  - 放送に際しては、阪神の優勝記念祝賀会の会場（大阪府内）に朝日放送ラジオ専用のブースを設けたうえで、福井治人（小縣の後輩のスポーツアナウンサー）を派遣。その結果、阪神監督の岡田彰布（2022年までは野球解説者として朝日放送グループ制作の阪神戦中継・関連番組に出演）に対するラジオ独占インタビューなどが実現した。
  - 小縣は第6戦（11月4日の土曜日に京セラドーム大阪で開催）で『ABCフレッシュアップベースボール』向け中継の実況を担当していたが、この試合で阪神の日本シリーズ制覇が決まった場合にも、中継の終了後に『おめでとう特番』へ出演することが告知されていた。実際には、第6戦までの通算成績が3勝2敗だった阪神が敗れたため、第7戦が発生することが確定。小縣は第7戦の中継への出演しなかったものの、別の仕事で第7戦に立ち会った後に、『おめでとう特番』への全編生出演を経て通常どおり『 - 小縣裕介です』へ臨んでいた。

### リスナーへの招待イベント
- 2023年3月26日（日曜日）の夕方（『 - 古川昌希です』本番後の16:00以降）には、『おはパソ　アフタヌーン・ティー・パーティー』をスイスホテル南海大阪（南海電気鉄道難波駅真上の「南海サウスタワービル」内）最上階（36階）の「Premium time at Table36」でおよそ1時間にわたって開催。『 - 古川昌希です』単独では初めてのイベントで、参加を希望するリスナーからの応募を3月17日（金曜日）まで受け付けた後に、抽選で15組（30名）のリスナーを招待した。なお、『おはようパーソナリティ』シリーズにおける従来のイベントと違って、招待するリスナーには「ちょこっと余所（よそ）行き」の服装を着用しての参加（緩やかなドレス・コードの遵守）を求めていた。

この他にも、『 - 小縣裕介です』との合同企画として、朗読会などの有料イベントを2023年から随時開催している（当該項を参照）。